# ديلان لويزير
ديلان لويزير (بالفرنسية: Dylan Louiserre)‏ (2 فبراير 1995 في فرنسا - ) هو لاعب كرة قدم فرنسي في مركز الوسط. شارك مع منتخب فرنسا تحت 20 سنة لكرة القدم. أما مع النوادي، فقد لعب مع نادي لوهافر.

## وصلات خارجية
- ديلان لويزير على موقع قاعدة بيانات كرة القدم.إي يو (الإنجليزية)
- ديلان لويزير على موقع Soccerway.com (الإنجليزية)